# Illa de sa Conillera
Illa de sa Conillera är en ö i Spanien.   Den ligger i regionen Balearerna, i den östra delen av landet, 500 km öster om huvudstaden Madrid. Arean är 1,4 kvadratkilometer.
Terrängen på Illa de sa Conillera är platt. Öns högsta punkt är 59 meter över havet. Den sträcker sig 2,3 kilometer i nord-sydlig riktning, och 1,2 kilometer i öst-västlig riktning.